# Направь и стреляй
«Направь и стреляй» (англ. Point and Shoot) — восьмой эпизод шестого сезона телесериала «Лучше звоните Солу» и 58-й во всем сериале. Эпизод был выпущен на телеканале AMC 11 июля 2022 года.

## Сюжет
После того как Лало Саламанка застрелил Говарда Хэмлина, он сообщает Джимми и Ким адрес и описание Гуса Фринга и требует, чтобы Джимми отправился его убить.
Боясь оставить жену наедине с Лало, Джимми убеждает его послать Ким. Тот соглашается, и Ким уезжает. Лало привязывает Джимми к стулу и рассказывает о нападении на его дом в Мексике, подозревая, что Сол к этому причастен. Джимми отрицает своё участие в этом деле, виня во всём Начо Варгу, но Лало, заткнув Джимми рот кляпом, покидает квартиру, пообещав допросить его по возвращении.
Прибыв по указанному адресу, Ким к входной двери с револьвером в руках. Майк Эрмантраут, открывший дверь, ловко обезоруживает её. Ким объясняет, что Лало держит Джимми у неё дома, и Майк отправляется туда со своими людьми. Густавo, наблюдающий за Ким через камеру видеонаблюдения, решает поговорить с ней напрямую. Когда Ким рассказывает ему, что Лало согласился послать её вместо Джимми, Гус догадывается, что это был всего лишь отвлекающий манёвр, и отправляется в прачечную Lavandería Brillante со своей охраной.
В квартире, где живут Сол и Ким, Майк и его люди находят тело Говарда и связанного Джимми. Джимми сообщает Майку, что Лало покинул квартиру почти сразу вслед за Ким. Поняв, куда пошёл Лало, Майк звонит Гусу.
В это время Густаво бродит по прачечной со своими охранниками. Из мешка вылезает Лало и убивает из пистолета четырёх людей Фринга. Он держит Гуса на мушке, пока снимает его на видеокамеру. Лало намерен получить видеозапись, доказывающую, что Гус планировал открыть собственную лабораторию для производства метамфетамина за спиной Дона Эладио. Гус отказывается подчиняться. Лало стреляет в Гуса, которого спасает надетый бронежилет. Под давлением Густаво вынужден показать лабораторию. Спустившись туда, Густаво начинает проклинать Эладио и клан Саламанка на камеру. Своей тирадой ему удаётся отвлечь Лало — ногой он отключает кабель питания электричества, отрубая свет в помещении. В темноте он находит заранее спрятанный пистолет и вступает в перестрелку с Лало. Убедившись, что противник упал и был обездвижен, Гус включает аварийное питание. Смертельно раненный, Лало смеётся и, захлёбываясь в собственной крови, умирает. Гус обнаруживает, сам ранен в живот, и падает на землю.
Ранним утром, Лайл, работник Los Pollos Hermanos, приходит в ресторан и получает звонок от Гуса. Гус сообщает ему что будет отсутствовать неделю и возлагает управление ресторана на него. В это время, Гус проходит лечение от огнестрельного ранения в резиденции. После телефонного звонка, Густаво говорит с Майком. Майк винит его за поход в прачечную, поскольку для него всё могло закончиться печально.
Спустя некоторое время, Джимми наблюдает за тем, как приспешники Гуса убираются в квартире. Ким возвращается с Майком и обнимает своего мужа. Майк закрывает их в спальне и объясняет, что смерть Говарда будет инсценирована как самоубийство. Он также убеждает их вести так, будто ничего не случилось. Тело Говарда вывозят в холодильнике.
В подземной лаборатории Тайрус и Майк готовятся похоронить Лало и Говарда в вырытой яме. Майк вытаскивает у мёртвого Говарда бумажник и снимает с него туфли и обручальное кольцо, после чего трупы сбрасывают в яму и закапывают.

## Производство
27 июля 2021 года Боб Оденкерк, исполнитель роли Джимми Макгилл/Сола Гудмана, был госпитализирован в Нью-Мексико после того, как у него случился сердечный приступ на съёмках эпизода «Направь и стреляй».
Актёр смог вернуться к работе спустя шесть недель.
В связи с этим съёмки шестого сезона сериала были приостановлены и возобновились лишь в сентябре 2021 года.

## Критика
Эпизод криминальной драмы «Направь и стреляй» был высоко оценён критиками. Эпизод получил 5 из 5 звёзд от Стюарта Джеффриса из The Guardian и от Джеймса Джексона из The Times, 4 из 5 звезд от Скотта Тобиаса из Vulture, от Ника Харли из Den of Geek и от Эда Пауэра из The Daily Telegraph.
Другие критики также тепло приняли эпизод. На сайте-агрегаторе рецензий Rotten Tomatoes эпизод получил оценку 100 %.